# Medvědi (film)
Medvědi též překládáno jako Medvěd (v originále L'ours) je film z roku 1988 natočený podle románu Jamese Olivera Curwooda. Režie se ujal Jean-Jacques Annaud. Animované sekvence filmu, zobrazující sny medvíděte, vytvořil světoznámý český animátor Břetislav Pojar.

## Děj
Příběh se odehrává v Britské Kolumbii v Kanadě v druhé polovině 19. století. Na matku malého medvíděte spadne při vybírání medu velký kámen a zabije ji. Její mládě se tak musí postarat samo o sebe. Snaží se navázat přátelství s obrovským medvědím samcem. Ten ho zpočátku odhání, posléze však navážou přátelství. Velký medvěd je však lákadlem pro lovce, kteří naši dvojici stále pronásledují.